# Amathuxidia ottomana
Amathuxidia ottomana är en fjärilsart som beskrevs av Butler 1869. Amathuxidia ottomana ingår i släktet Amathuxidia och familjen praktfjärilar. Inga underarter finns listade i Catalogue of Life.